# Отвертка
Отвертката е ръчен инструмент за завинтване и отвинтване на винтове.
Обикновено металното тяло на отвертката се изработва от здрава инструментална стомана за да устоява на огъване или усукване. По-качествените отвертки имат означение Cr-V (хром-ванадий), те са по-издръжливи и устойчиви на износване и умора.
Думата отвертка има руски произход, отвёртка произлиза от отвёртывать – отвъртам.

## Типове отвертки
Най-често срещаните типове отвертки са плоската и кръстатата. Примерни означения на типа отвертка:
- SL – плоска отвертка, най-стария тип. използва се за винтове с един шлиц. Исторически е първата отвертка.
- Ph – Philips – кръстата, използва се за винтове с по-малък размер, главно в уредостроенето – изобретена от американеца Джон Томпсън, а инж. Хенри Филипс изкупува патента му и организира производство.
- Pz – Pozidriv (произнася се „позидрайв“) – кръстата отвертка, изобретена след Philips, от същия инж. Филипс. Има предимството, че не изскача от шлица и позволява по-голям момент на затягане, предимно се използва при винтовете за дърво,

- Плоска
(SL, Slot)
- Кръстата
(PH, Philips)[2]
- Кръстата
(PZ, Pozidriv)
- Квадратна
(Robertson)
- Шестограм
(HEX, Allen)
- Торкс (T, TX)
- Змийско око
- Polydrive
- Tri-Wing
- Torq-set
- Три-квадратна
(XZN)
- Двоен шестограм
- Bristol
- Pentalobular